# Maria Fiedotjew-Jesse
Maria Fiedotjew-Jesse (ur. 27 lutego 1912 w Sieradzu, zm. 28 stycznia 1985) – uczona polska, mykolog, związana z Uniwersytetem Poznańskim.

## Życiorys
Była drugim z pięciorga dzieci Aleksandra i Anny z Jastrzębskich Fiedotjewów; ojciec pracował jako nauczyciel w Pyzdrach i w Łodzi. W chwili wybuchu I wojny światowej rodzina zmuszona została do wyjazdu w głąb Rosji, gdzie Maria Fiedotjew przeżywała wczesne dzieciństwo w napiętej atmosferze rewolucyjnej, a następnie odbyła długą, kilkutygodniową podróż pociągiem towarowym do Polski, wraz z pobytem w obozie odosobnienia w Baranowiczach (1921). W niepodległej Polsce odbyła edukację na szczeblu podstawowym i średnim (Gimnazjum Prywatne im. Cecylii Waszczyńskiej w Łodzi). W 1932 zdała maturę i w tymże roku wstąpiła na Wydział Matematyczno-Przyrodniczy Uniwersytetu Poznańskiego. Wśród jej wykładowców byli m.in. Adam Wodziczko, Jan Dobrowolski, Antoni Jakubski, Feliks Krawiec. Jeszcze jako studentka zatrudniła się na uczelni, przyjmując posadę asystenta-wolontariusza w pracowni grzyboznawczej przy Zakładzie Botaniki Ogólnej, kierowanej przez profesora Feliksa Teodorowicza. W 1937 uzyskała magisterium filozofii w zakresie botaniki na podstawie pracy Grzyby Parku Narodowego w Ludwikowie. W pracy tej (złożonej już pod nazwiskiem małżeńskim — Jesse) autorka zawarła wykaz 364 gatunków grzybów, odnotowanych w latach 1935–1936 na terenie parku w Ludwikowie, wraz z uwagami na temat występowania grzybów w różnych typach drzewostanów i siedlisk poza lasami. Dołączona do pracy dokumentacja, np. ryciny elementów mikroskopowych grzybów, zaginęła w czasie II wojny światowej.
W 1937 w "Wydawnictwie Okręgowej Komisji Ochrony Przyrody na Wielkopolskę i Pomorze" ogłosiła artykuł Stan badań nad roślinnością Wielkopolski i zadania na przyszłość. 4. Grzyby wyższe. Po wojnie w wydawnictwie Poznańskiego Towarzystwa Przyjaciół Nauk przygotowana była do druku jej praca magisterska, zamiast niej ukazał się jednak tylko artykuł Grzyby wyższe Wielkopolskiego Parku Narodowego ("Sprawozdania Poznańskiego Towarzystwa Przyjaciół Nauk", 1947), w którym Fiedotjew-Jesse zwróciła szczególną uwagę na obecność kilku gatunków grzybów szczególnie rzadkich na terenie Parku, np. od tego czasu już nieodnotowanych Boletus radicans Pers., Daldinia concentrica Bolt. oraz Spathularia clavata Schaeff. 
Po 1945 pracowała w Kole Przyrodników Uniwersytetu Poznańskiego (z siedzibą przy ulicy Grunwaldzkiej 13), była także aktywna w Organizacji Samopomocy Studentów Uniwersytetu Poznańskiego z Wydziału Matematyczno-Przyrodniczego. Od dzieciństwa była wielką miłośniczką lasu, szczególnie Puszczy Pyzderskiej. W 1937 wyszła za mąż za ekonomistę Łukasza Jesse. Zmarła 28 stycznia 1985, pochowana została na cmentarzu Górczyńskim w Poznaniu.